# Bimota

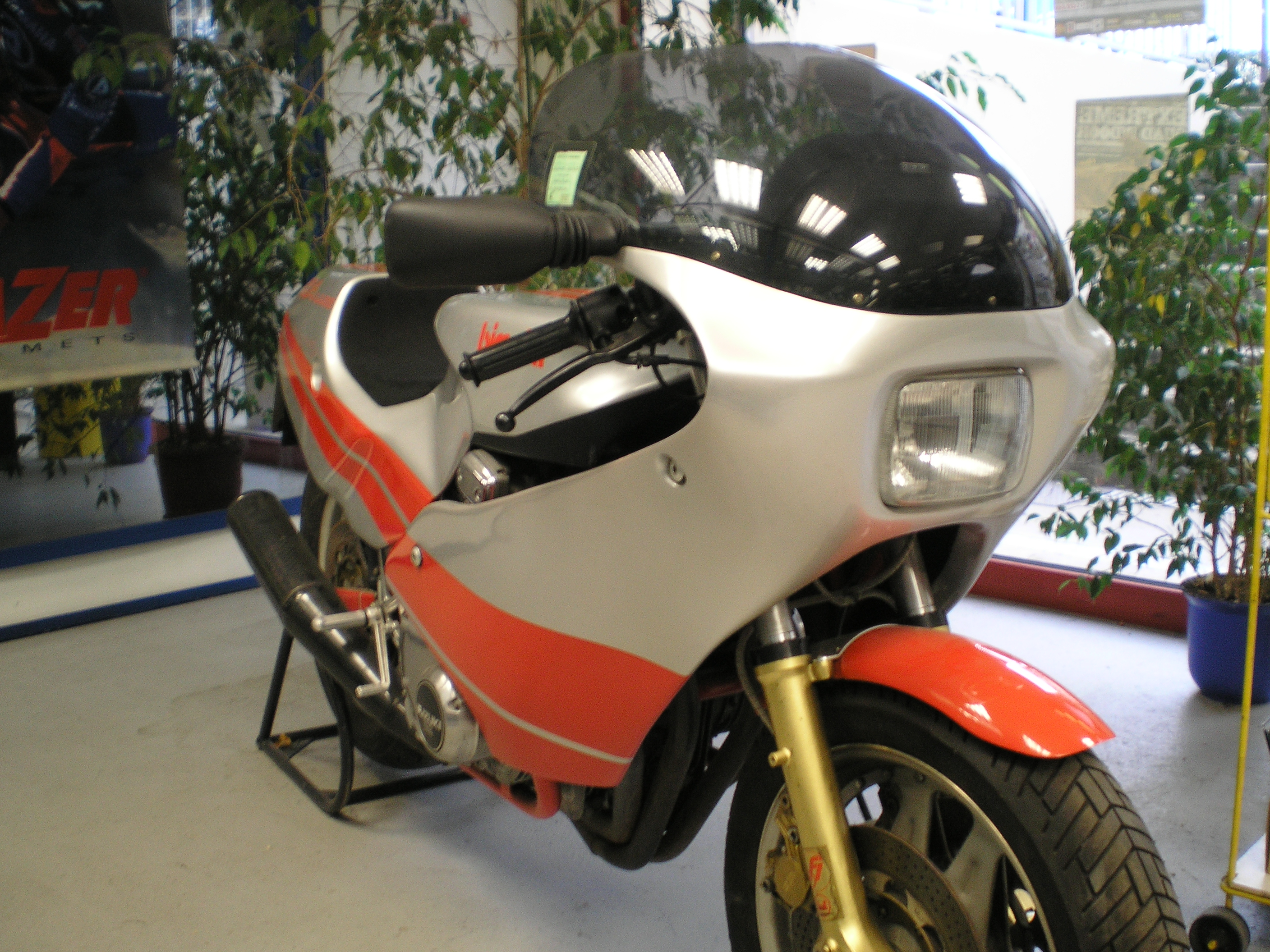
Motocykl firmy Bimota – SB4

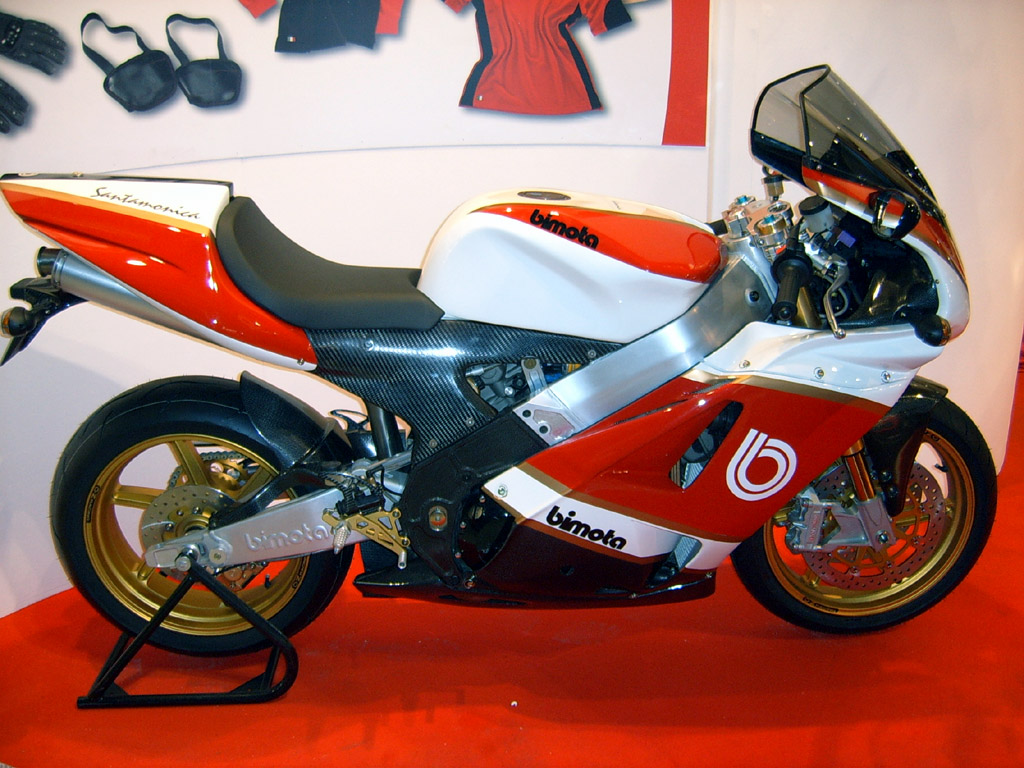
Motocykl firmy Bimota – SB8K Santamonica

Bi-Mo-Ta – włoskie przedsiębiorstwo produkujące motocykle założone w 1973 roku w mieście Rimini. Wytwarza motocykle sportowe przeznaczone głównie na tor wyścigowy. Firma pod którą działa przedsiębiorstwo pochodzi od nazwisk założycieli: Bianchi, Morri i Tamburini. Powstało w następstwie wypadku odniesionego przez Massimo Tamburiniego w czasie wyścigu na torze Misano w 1972 roku. Massimo postanowił stworzyć wytrzymały motocykl oparty na stalowej, kratownicowej ramie, wykorzystujący technikę silników pochodzących z Japonii. W swojej historii firma wykorzystywała silniki pochodzące między innymi od firm Suzuki, Honda, Kawasaki oraz Yamaha. Ponadto firma rozwija własne konstrukcje silnikowe, które były wykorzystywane między innymi w motocyklach startujących w Moto GP. Firma konsekwentnie oznacza swoje modele dwuliterowym skrótem oraz cyfrą gdzie pierwsza litera oznacza producenta silnika (np. w wypadku modelu DB7 jest to silni Ducati o nazwie Testastretta Evoluzione). Ponadto Bimota współpracowała z Lamborghini przy produkcji motocykli tej marki. W 1983 roku Tamburini opuścił przedsiębiorstwo. Do roku 1993 firmę opuścili pozostali założyciele, a same przedsiębiorstwo popadło w trudności finansowe, które doprowadziły do jego upadłości. Firma wznowiła działalność w 2003 roku.

## Współcześnie
Po wznowieniu działalności firma przygotowała kilka nowych modeli opartych głównie na silnikach Ducati. Uwagę konsumentów zwróciły ciekawe rozwiązania techniczne takie jak zastosowany w rodzinie modeli Bimota Tesi zwrotnicowy układ kierowniczy. Firma rozpoczęła również sprzedaż na rynkach wschodzących. W 2009 roku otworzono pierwsze przedstawicielstwo w Polsce. Obecnie firma konkuruje przede wszystkim z innymi włoskimi markami takimi jak Ducati, MV Agusta czy Aprilia.

## Wybrane modele
- Bimota HB1 – wyprodukowana w 1972 roku w krótkiej serii 10 egzemplarzy.
- Bimota KB1 – wprowadzony w 1977 roku ugruntował pozycję marki w segmencie motocykli sportowych.
- Bimota Tesi 1D – pierwszy motocykl sportowy z przednim zawieszeniem w postaci wahaczy
- Bimota Tesi 3D – dostępny od 2007 roku wyróżnia się zwrotnicowym układem kierowniczym.
- Bimota DB6C 1098 – produkowany od 2008 roku jest jednym z popularnych modeli tej marki.
- Bimota DB7 – jest obecnie najwyższym modelem w ofercie firmy.

## Wybrane zwycięstwa
- 1980 – Jon Ekerold zdobywa mistrzostwo klasy 350 centymetrów sześciennych.
- 1987 – Virginio Ferrari na Bimota YB4R zwycięża w TT F1 World Championship.
- 2000 – Anthony Gobert wygrywa wyścig Philip Island prowadząc model Bimota SB8R.